# Imperatrice Michiko
L'Imperatrice Michiko, nata Michiko Shōda (正田 美智子?, Shōda Michiko) (Tokyo, 20 ottobre 1934), è stata imperatrice consorte del Giappone (皇后?, Kōgō) dal 1989 al 2019, come moglie di Akihito.
È stata la prima cittadina comune a sposare un membro della famiglia imperiale giapponese, nonché la consorte imperiale di maggiore visibilità e che ha viaggiato di più nella storia nipponica. Dalla data di abdicazione del marito detiene il titolo di imperatrice emerita (上皇后美智子?, Jōkōgō Michiko).

## Biografia

### Famiglia

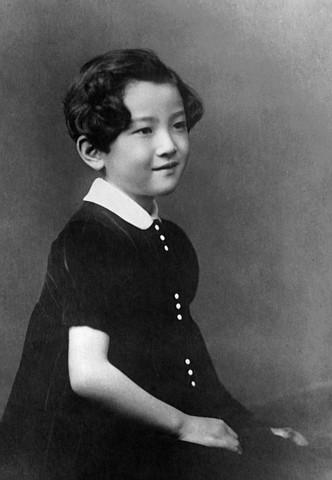
Michiko nel novembre del 1940

L'imperatrice Michiko è nata nel 1934 all'Ospedale dell'Università di Tokyo a Bunkyō, secondogenita di Hidesaburō (1904-1999), presidente della Nisshin Flour Milling Company (azienda alimentare fondata nel 1907 dal nonno Teiichiro), e di Fumiko Soejima (1910-1988).
Il suo nome è composto dagli ideogrammi kanji delle parole "bellezza" (mi 美), "saggezza" (chi 智) e "bambino" (ko 子). Ha un fratello maggiore di nome Iwao, uno minore di nome Osamu e una sorella minore di nome Emiko.

### Educazione

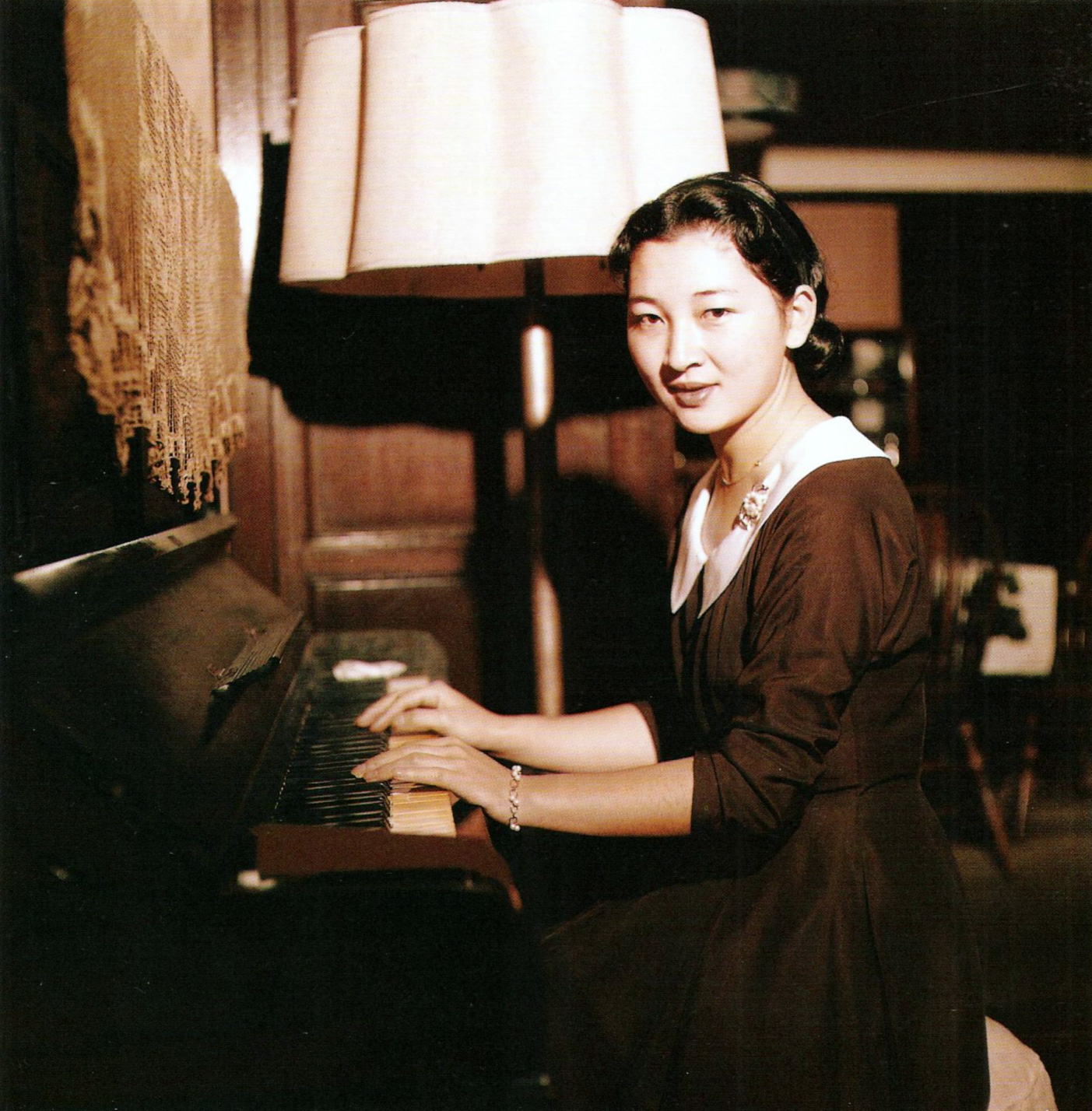
Michiko al pianoforte, ottobre 1958

Iniziò gli studi primari alla scuola Futaba di Tokyo, ma dovette abbandonarla in quarta elementare a causa delle devastazioni della seconda guerra mondiale. Tornò a diplomarsi nella sua vecchia scuola nel 1946 e nel 1953 concluse gli studi alla Sacred Heart High School. La sua istruzione fu sia di stampo tradizionale che occidentale e incluse l'inglese e il pianoforte.
Si laureò con lode all'Università del Sacro Cuore di Tokyo, con un bachelor of Arts in letteratura inglese nel 1957. Studiò anche all'Università di Harvard e a quella di Oxford e durante gli studi fu una delle studentesse più proficue, perciò fu valedictorian alla cerimonia di laurea. Pur essendo molto riservata, venne eletta presidentessa del corpo studentesco all'ultimo anno di studi.

### Fidanzamento

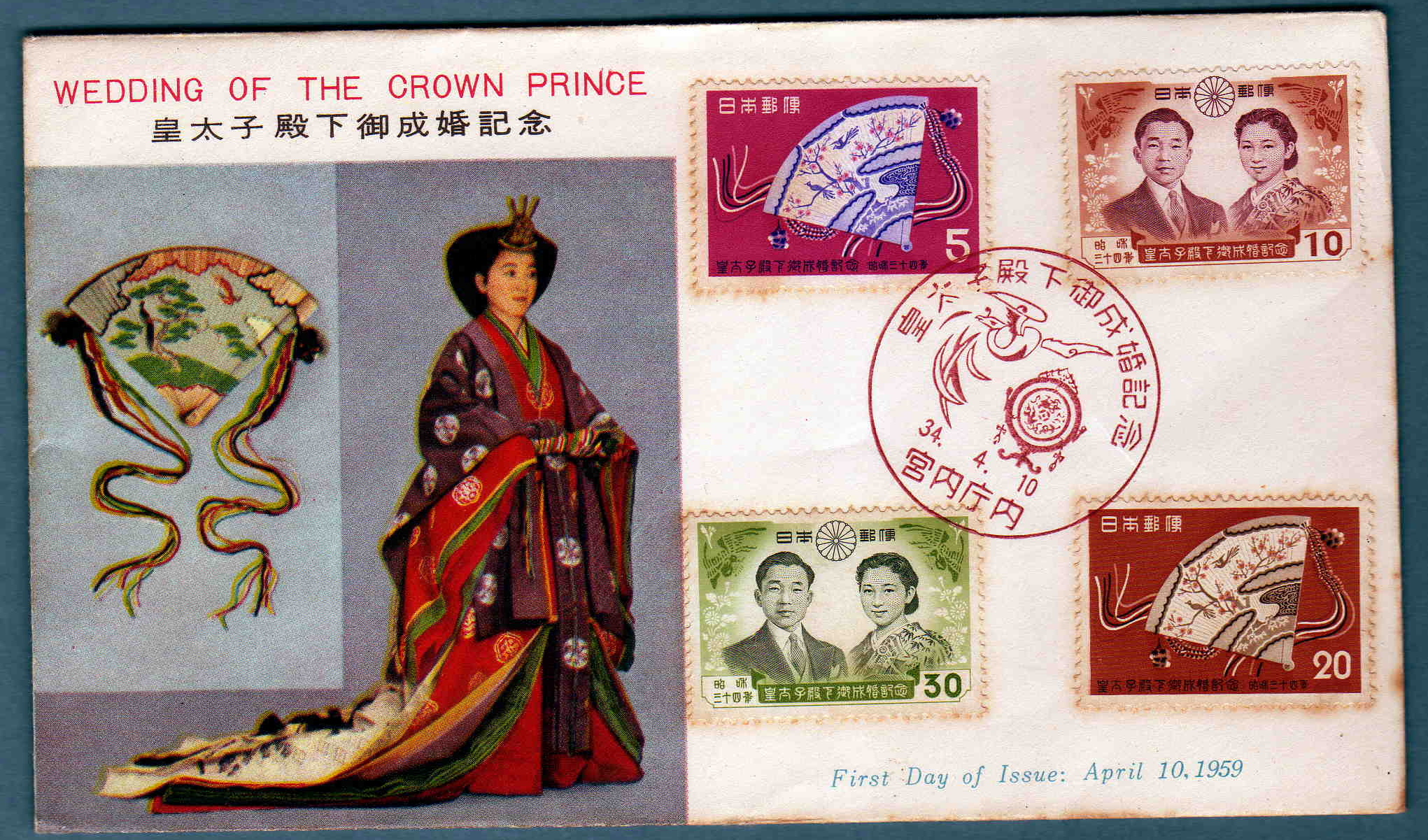
Emissione filatelica in occasione del matrimonio di Michiko e Akihito

Conobbe Akihito nell'agosto del 1957 in un campo da tennis a Karuizawa. Si sfidarono in una partita per più di due ore, che ebbe fine con la vittoria di Michiko e del dodicenne canadese Bobby Doyle. Nell'estate del 1958 vi si incontrarono una seconda volta, per poi fidanzarsi il 3 novembre. Il Consiglio della Casa imperiale acconsentì al loro fidanzamento il 27 novembre e venne ufficializzato il 14 gennaio 1959.
All'annuncio del fidanzamento seguirono 
diverse critiche da parte dei gruppi più tradizionalisti e conservatori, poiché Michiko, sebbene non fosse mai stata battezzata dai genitori, era cresciuta nella fede cattolica ed era stata educata in scuole cattoliche da suore irlandesi.
In gioventù ebbe tra i suoi pretendenti anche Yukio Mishima, secondo diversi biografi dello scrittore. Quest'ultimo, anche a causa delle origini non nobili dell'imperatrice, definì "tabloidesca" l'istituzione imperiale perché troppo vicina alla popolazione.

#### Impatto mediatico e il "Mitchi Boom"

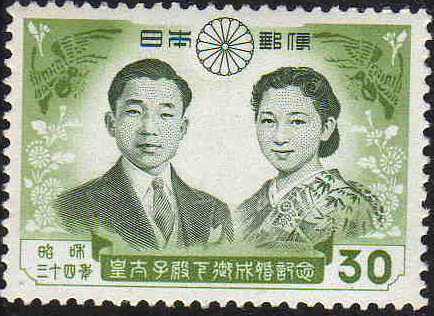
La coppia su un francobollo di 30 yen

I mass media ipotizzarono che poiché Michiko non era di condizione aristocratica l'Agenzia della Casa Imperiale si stesse occupando di scegliere un'altra moglie per l'erede al trono, tra le figlie della nobiltà o dai precedenti rami della dinastia Yamato. Secondo i diari di Irie Sukemasa, cugino di secondo grado e ciambellano di Hirohito, anche l'imperatrice Kōjun era fortemente avversa al fidanzamento, a tal punto che Michiko accettò di fidanzarsi con Akihito solo dopo numerose conversazioni telefoniche.
Al contrario, Hirohito accettò la futura nuora, come la parte della popolazione che la vedeva come una figura modernizzatrice per il suo status di "cittadina comune" e lo stile di vita modesto condotto dalla sua famiglia. Secondo l'agenzia Kyodo News, le vendite dei televisori aumentarono vertiginosamente, poiché i sostenitori della coppia volevano assistere alle loro nozze attraverso la televisione.
Tale aumento delle vendite, che portò il numero di televisori domestici in Giappone da un milione a tre milioni, prese il nome di "Mitchi Boom".

### Principessa ereditaria

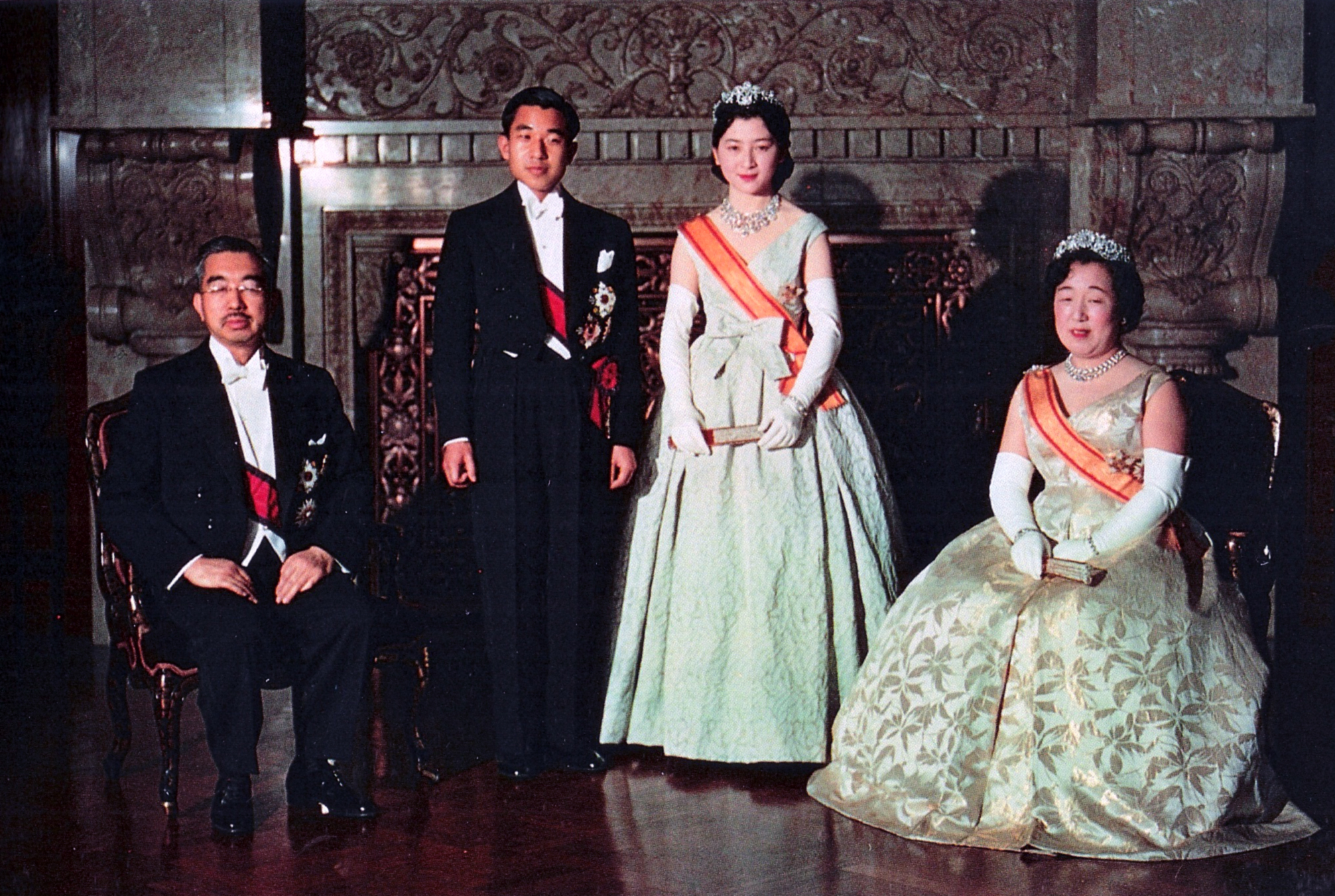
Ritratto del matrimonio con i suoceri

La coppia si unì in matrimonio il 10 aprile 1959, in una tradizionale cerimonia shintoista che si svolse a porte chiuse nel Kashiko-dokoro, uno dei tre santuari del palazzo imperiale. Attraverso lo schermo quindici milioni di persone, fino ad allora il più grande pubblico televisivo del Giappone, si sintonizzarono per assistere al corteo nuziale, mentre in altri 500.000 si allinearono dal vivo.
Michiko si trasferì con Akihito nella residenza riservata agli eredi al trono e nello stesso anno venne nominata vicepresidentessa onoraria della Croce Rossa giapponese. Tuttavia, a causa della pressione esercitata dai media, perse la voce per sette mesi e nel 1963 abortì su consiglio del suo medico Takashi Kobayashi, a causa della sua salute instabile.
Negli anni in cui furono principi ereditari, Michiko e Akihito visitarono complessivamente 37 paesi.

#### La Costituzione di Naru-chan

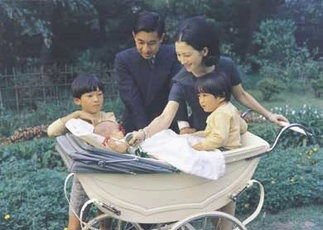
Michiko con Akihito e i figli, 1969

Prima della nascita di Naruhito, i principi imperiali venivano allevati dalle balie. Michiko e Akihito decisero di rompere la tradizione, per dedicarsi personalmente alla crescita dei propri figli.
Quando Michiko non poteva occuparsi di Naruhito per adempiere agli impegni ufficiali, era solita lasciare un taccuino alle tate con le istruzioni su come prendersene cura. Le indicazioni derivavano in parte dai consigli del pediatra Benjamin Spock e includevano "abbracciare il bambino almeno una volta al giorno" e farlo giocare "con un solo giocattolo alla volta". Il testo acquisì notorietà e Michiko venne spinta a trasformarlo in un libro con il titolo di Naru-chan Kenpo (La Costituzione di Naru-chan).
Altre radicali innovazioni da lei introdotte presso la corte giapponese furono la creazione di una cucina famigliare e il fatto che allattò lei stessa i suoi tre figli.

### Imperatrice del Giappone

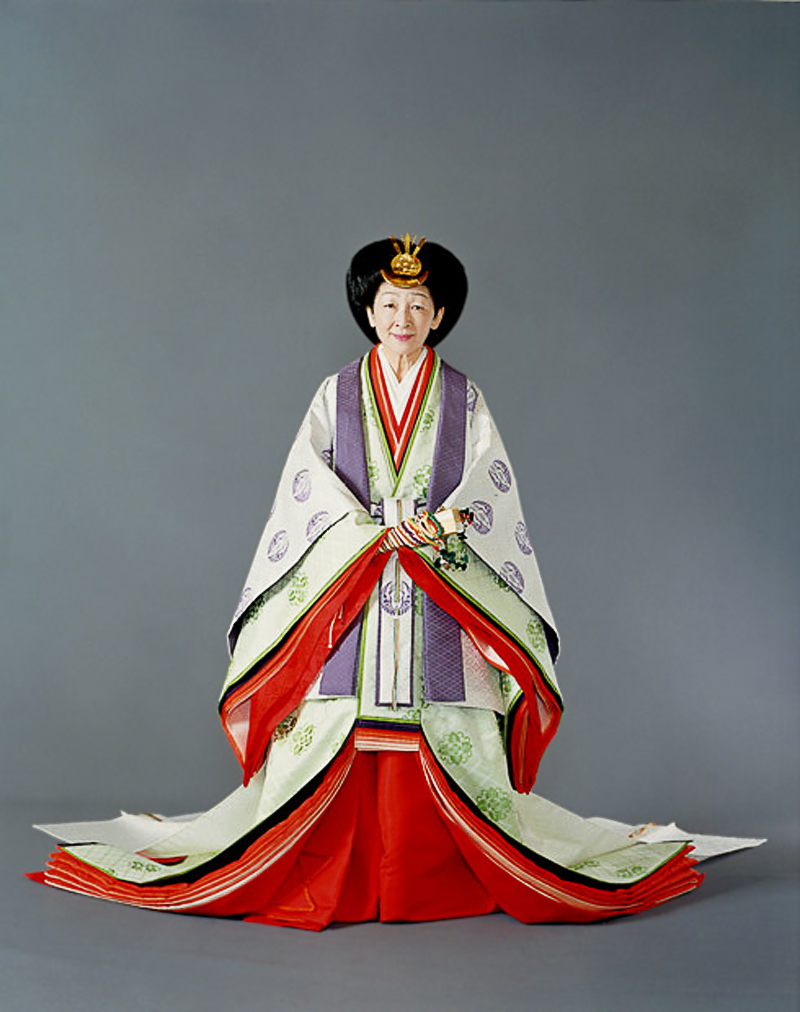
Michiko con indosso il jūnihitoe per la cerimonia di intronizzazione

Il 7 gennaio 1989 l'imperatore Hirohito morì e Akihito e Michiko ereditarono il trono imperiale. Nello stesso anno venne nominata presidentessa onoraria della Croce Rossa giapponese. La cerimonia di intronizzazione si tenne il 12 novembre 1990, anno in cui l'imperatrice venne inclusa nell'International Best-Dressed Hall of Fame List. Nel 1991 visitò con il consorte i rifugi dei sopravvissuti all'eruzione del Monte Unzen.
Interessata alla letteratura per l'infanzia, nel 1993 si recò a Monaco di Baviera per incontrare il personale dell'Internationale Jugendbibliothek, di cui divenne terzo membro onorario nel 2019, dopo Erich Kästner e Astrid Lindgren. Nel 1995 si recò con il marito nella prefettura di Hyōgo in seguito al terremoto di Kobe.
Nel 1998 tenne un discorso per via telematica al 26⁰ Congresso di IBBY a Nuova Delhi, parlando del valore che per lei ebbe la lettura durante l'infanzia. Venne in seguito pubblicato sotto forma di libro con il titolo Building Bridges - Reminiscences of Childhood Readings (1998), in inglese e giapponese.

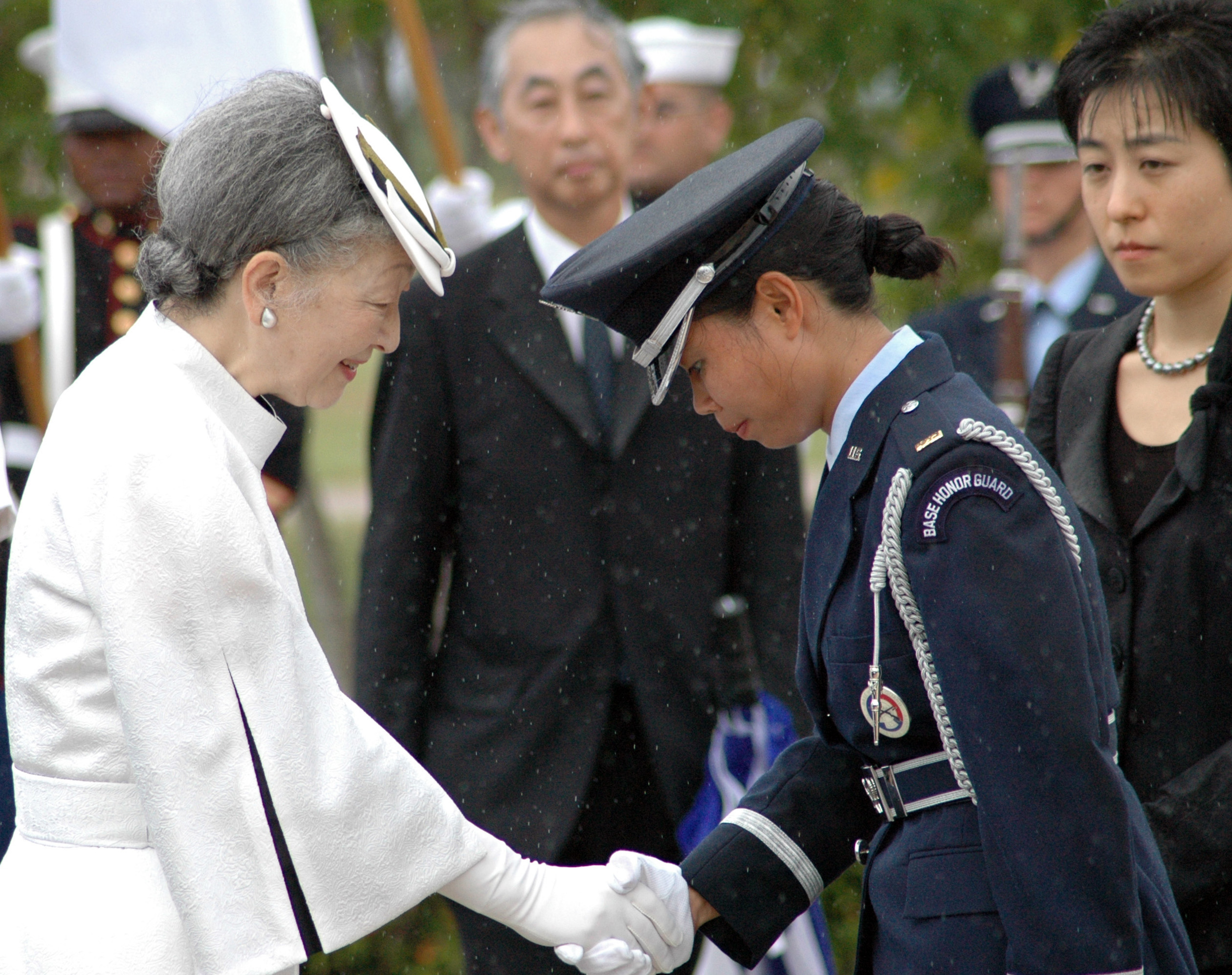
Michiko stringe la mano a Kazumi Udagawa, secondo tenente della United States Air Force, in visita al villaggio di Garapan a Saipan, 2005

Nel 2002 partecipò come patrona al Jubilee Congress di IBBY a Basilea, tenendo un discorso di apertura che venne trascritto nel libro From Basel: to those who bring books and children together.
Nel giugno 2005 si diresse con l'imperatore sull'isola di Saipan, per commemorare le vittime civili e militari dell'omonima battaglia combattuta nella seconda guerra mondiale. Dal marzo al maggio 2011 la coppia imperiale visitò le aree devastate dal terremoto e maremoto del Tōhoku, inchinandosi il 27 aprile davanti alla cittadina di Minamisanriku.
Nel 2014 la Sekai Bunka Publishing Inc. pubblicò il libro Kogo Heika Itsukushimi, per commemorare i 25 anni della presidenza onoraria dell'imperatrice nella Croce Rossa. Nel 2017 si disse soddisfatta per l'assegnazione del Premio Nobel per la pace alla Campagna Internazionale per l’Abolizione delle Armi Nucleari.

#### Sericoltura

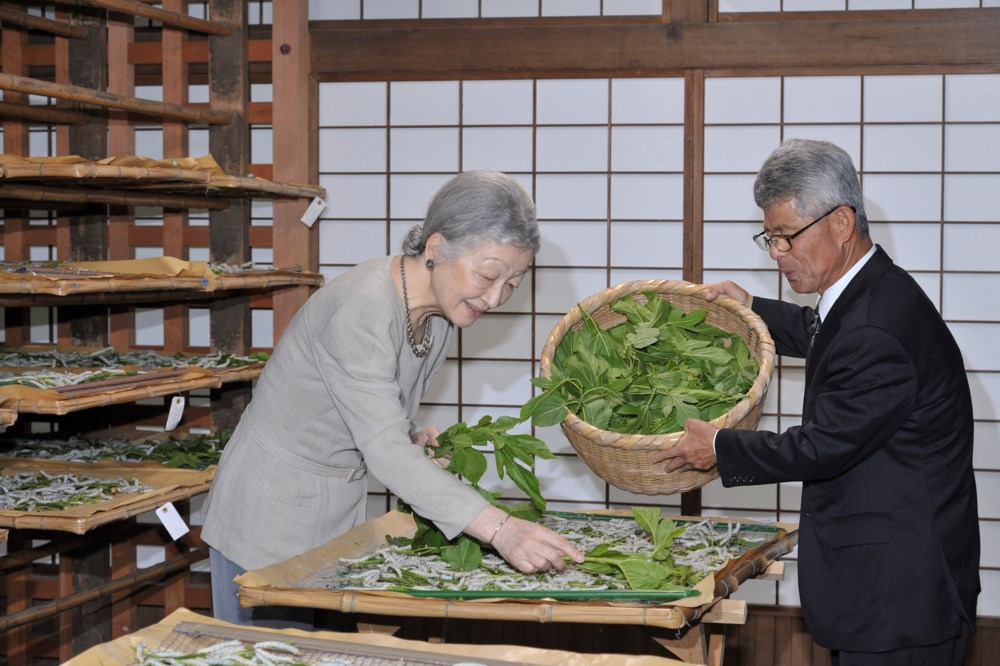
Michiko nutre i kosihimaru nel 2013

Come imperatrice ricoprì un ruolo fondamentale nella conservazione del patrimonio culturale giapponese, attraverso il recupero dei koishimaru (bachi da seta che caddero in disuso verso la fine dell'era Shōwa, a causa della loro bassa produttività). Con l'inizio dell'era Heisei infatti, Michiko espresse la volontà di dedicarsi al loro allevamento nella Momijiyama Imperial Cocoonery, secondo le tecniche tradizionali che dall'era Meiji vedevano impegnate le imperatrici nella sericoltura.
Cominciò a dedicarsi per due mesi a circa 130.000 bachi da seta durante ogni primavera, raccogliendo i 150 kg di bozzoli che ne derivavano all'inizio di ogni estate. Attraverso la sua attività si scoprì che i delicati fili dei koishimaru potevano essere utilizzati per restaurare dei tessuti risalenti al periodo Nara (conservati nel deposito dello Shōsō-in) e anche Kamakura. Perciò, dal 1994, scelse di donare dai 20 ai 50 kg di bozzoli per tale progetto di restauro, giunto al termine nel 2010.
In occasione del suo 70⁰ e del suo 77⁰ compleanno, l'Agenzia della Casa Imperiale organizzò due mostre sul suo contributo alla coltivazione dei bachi da seta. I suoi interessi per la sericoltura si estesero anche all'allevamento dei bachi selvatici tensan, al miglioramento del loro ambiente e alla raccolta delle foglie di gelso (nutrimento dei koishimaru).

### Altre attività e interessi personali

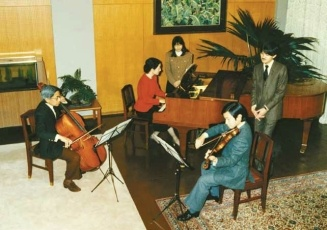
Michiko al pianoforte con il marito al violoncello e Naruhito al violino, 1987

Nel 1986 la Fujingahosha pubblicò una raccolta di componimenti waka scritti da Michiko con il marito. Appassionata ibernofila, nel 1987 incontrò a Tokyo Seamus Heaney, di cui visitò la casa a Dublino durante un visita di Stato in Irlanda, nel 2005. È nota anche per saper recitare la poesia I See His Blood Upon The Rose di Joseph Plunkett.
Nel 1991 scrisse un libro per bambini intitolato My First Mountain, illustrato da Wako Takeda e pubblicato dalla casa editrice Shincosha. Tradusse 80 poesie di Michio Mado, che sulla base di queste traduzioni (pubblicate in quattro libri) vinse il Premio Hans Christian Andersen nel 1994. Nel 1997 la Daito Publishing Co. pubblicò The Sound of Current (una raccolta di 367 sue poesie) e nel 2005 venne pubblicato in inglese e giapponese il libro Ayumi, una raccolta di osservazioni, risposte a conferenze stampa e di poesie waka dell'imperatrice.
Sostiene il gagaku, una forma di musica e di danza classica praticata alla corte imperiale. Oltre al pianoforte, i suoi interessi includono l'arpa e il ricamo.

### Salute

L'imperatrice Michiko a Manila, 2016

Il 20 ottobre 1993, durante un ricevimento per il suo 59⁰ compleanno, avvertì un malore e perse l'uso della parola. La causa fu da ricondurre allo stress accumulato dai numerosi articoli negativi che la stampa giapponese scrisse su di lei in quel periodo. Settimanali quali Shukan Bunshun la accusarono, infatti, di comportarsi in maniera dispotica verso l'imperatore, di ricevere troppi ospiti privati e di non rispettare le regole del protocollo. L'imperatrice si dichiarò "sconcertata per i troppi pettegolezzi senza fondamento".
Nel marzo 2007, per motivi di stress psicofisico, alcuni dei suoi doveri ufficiali vennero annullati. Soffrì in particolare di afte, di sanguinamento nasale e intestinale. Dal 3 al 12 luglio 1997 fu ricoverata a causa dell'herpes zoster. Nel giugno 2019 sviluppò un problema cardiaco, che tuttavia non le impedì di continuare a svolgere le sue attività ufficiali. Nel settembre 2019 venne sottoposta a un intervento per la rimozione di un cancro al seno in stadio iniziale, diagnosticatole due mesi prima durante una visita di routine.

## Discendenza
Michiko e Akihito ebbero tre figli:

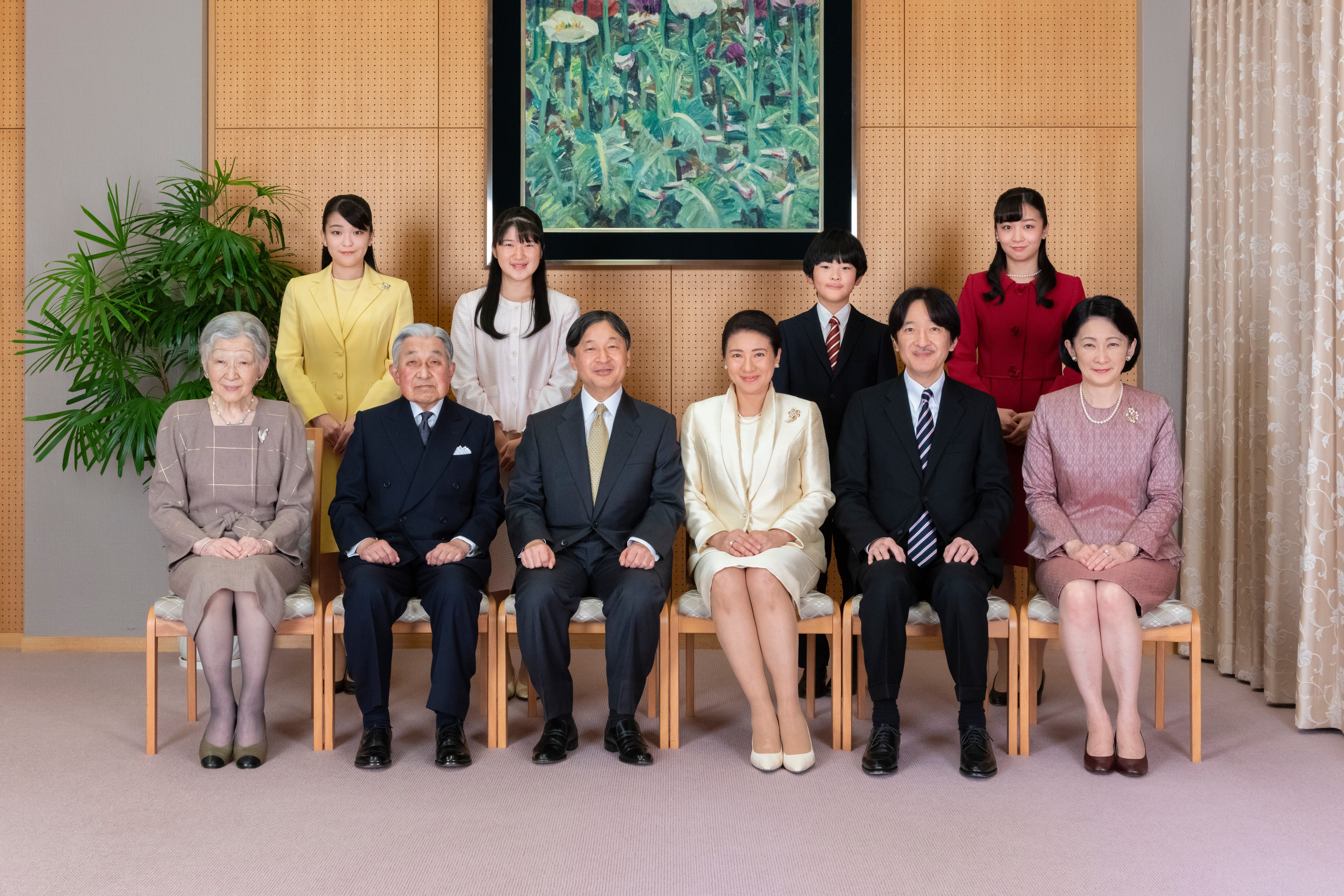
La famiglia imperiale nel 2021

- Imperatore Naruhito (1960), con la moglie Masako Owada (1963) ha avuto una figlia;
- Principe Fumihito (1965), con la moglie Kiko Kawashima (1966) ha avuto tre figli;
- Sayako (1969), ha sposato Yoshiki Kuroda (1965).

## Galleria d'immagini

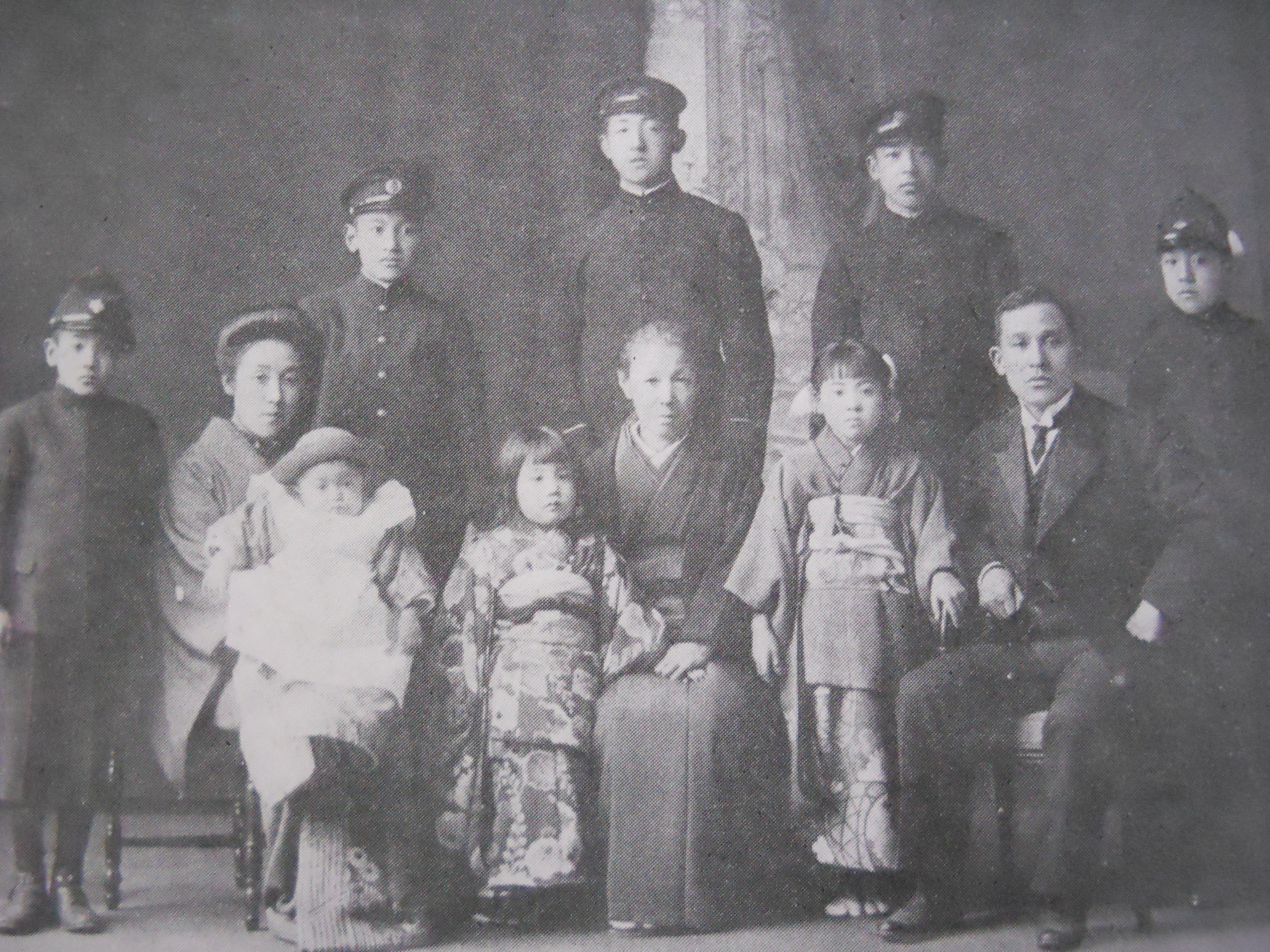
La famiglia Shōda
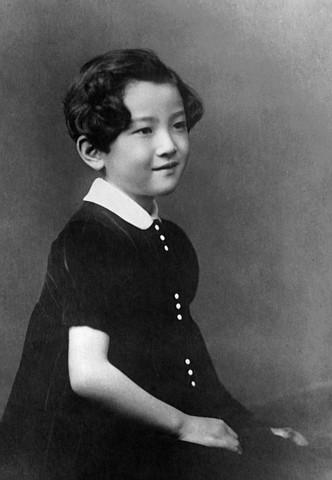
Michiko nel 1940
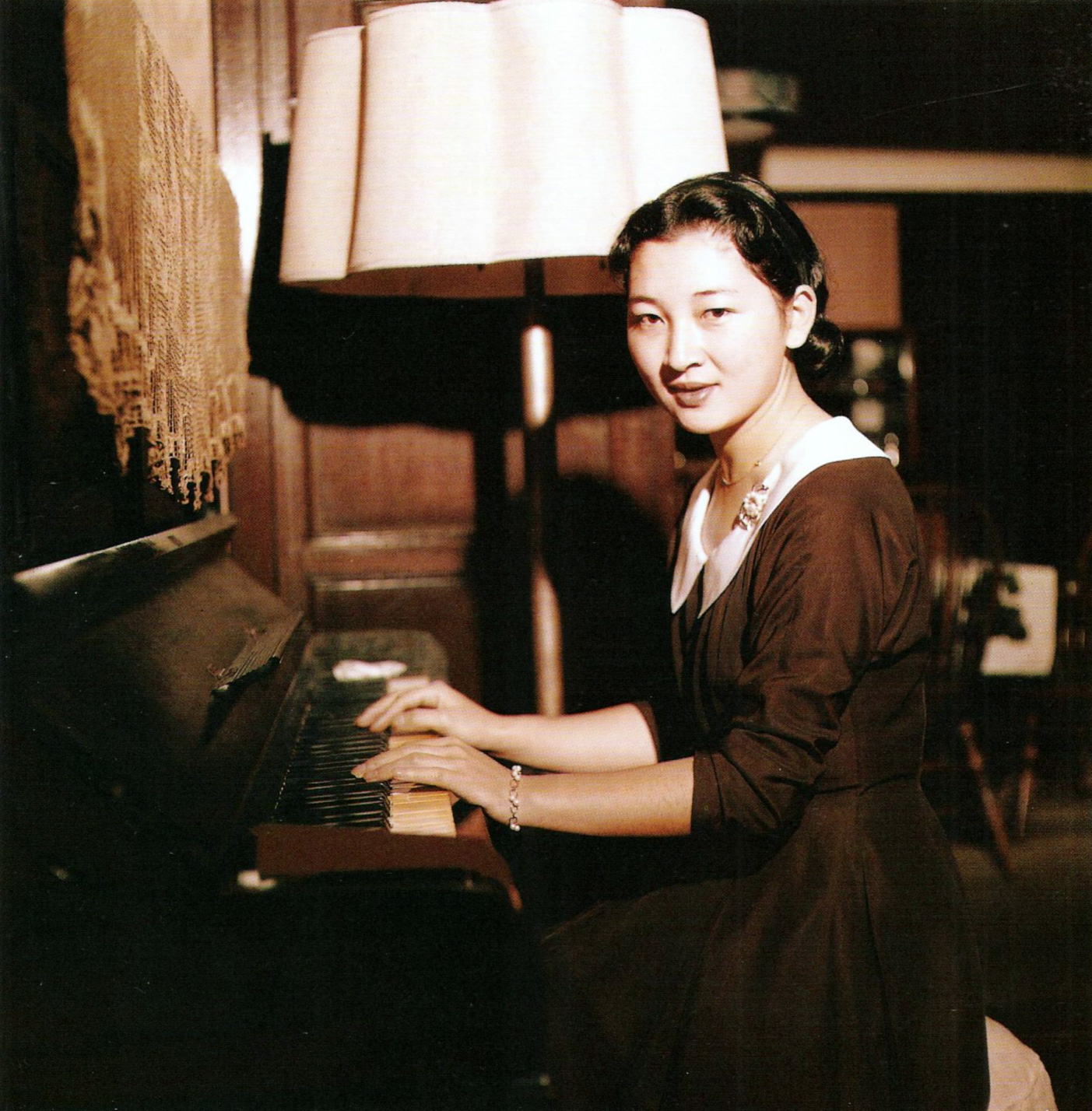
Michiko mentre suona il piano nell'ottobre 1958
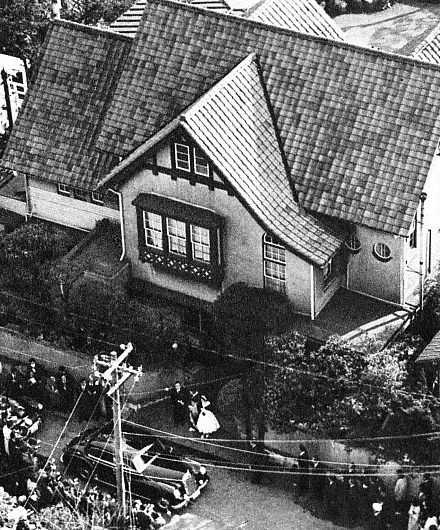
La villa della famiglia Shōda nel 1958
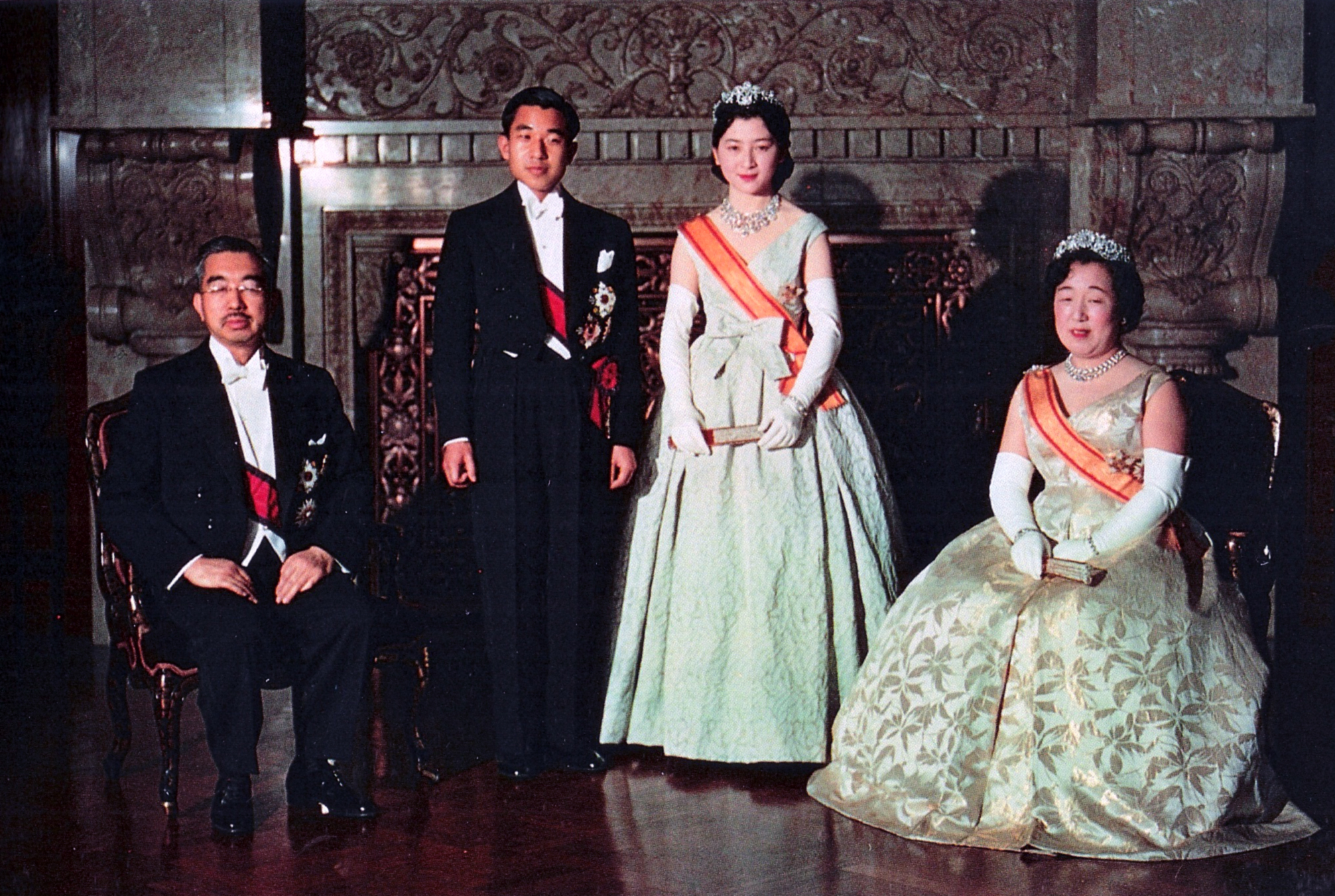
Ritratto del matrimonio con i suoceri, l'Imperatore Hirohito e l'Imperatrice Kōjun il 10 aprile 1959
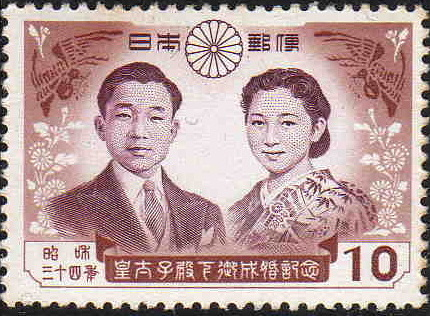
Francobollo da 10 yen del principe e della principessa
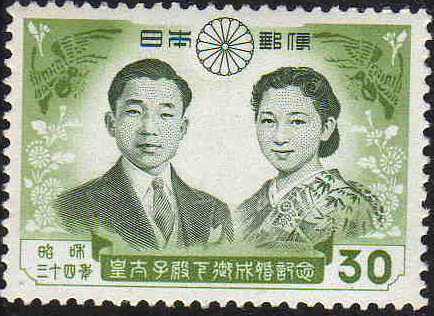
Francobollo da 30 yen del principe e della principessa
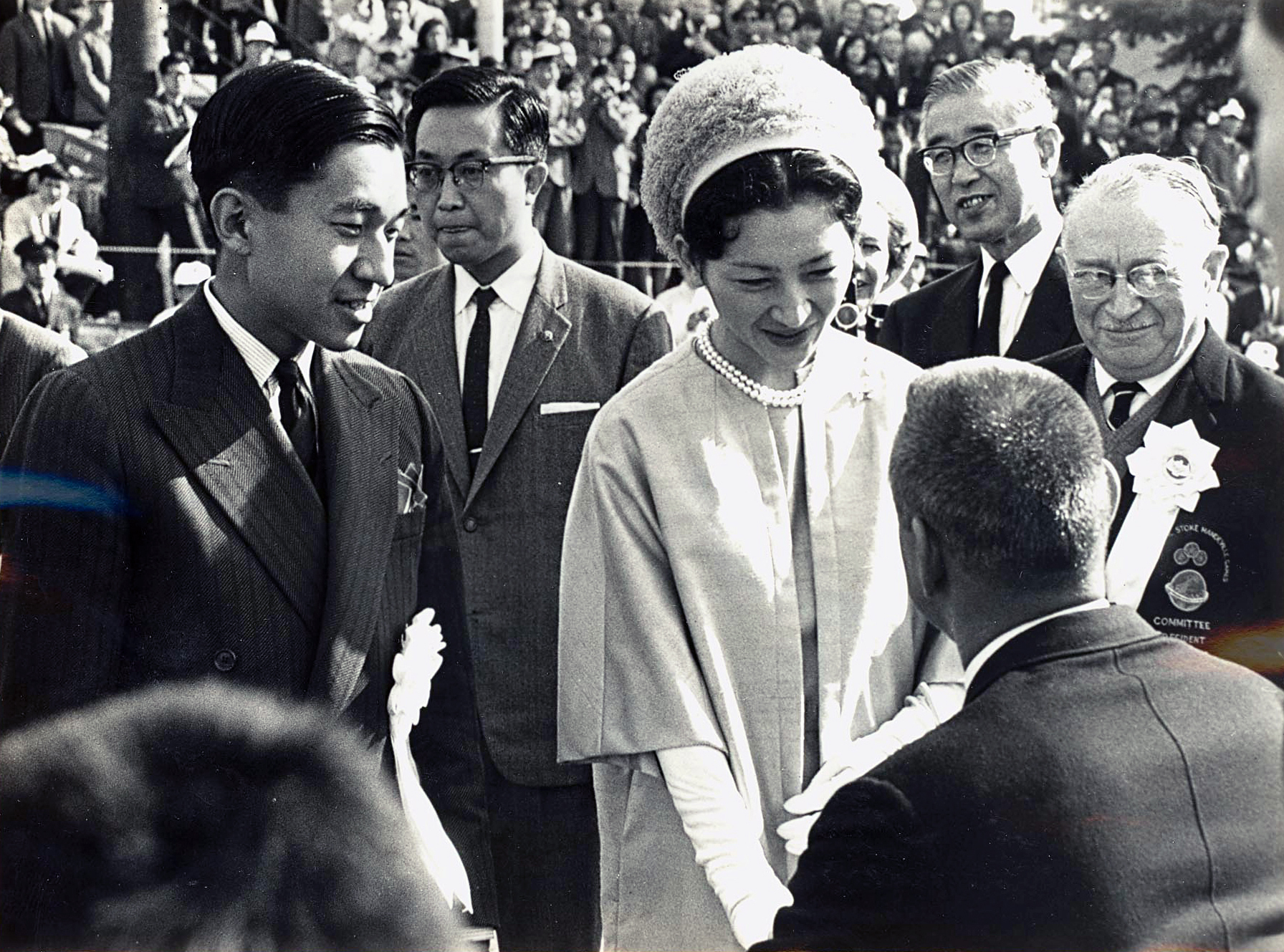
Michiko e Akihito alla presentazione delle squadre dei Giochi Paralimpici di Tokyo del 1964
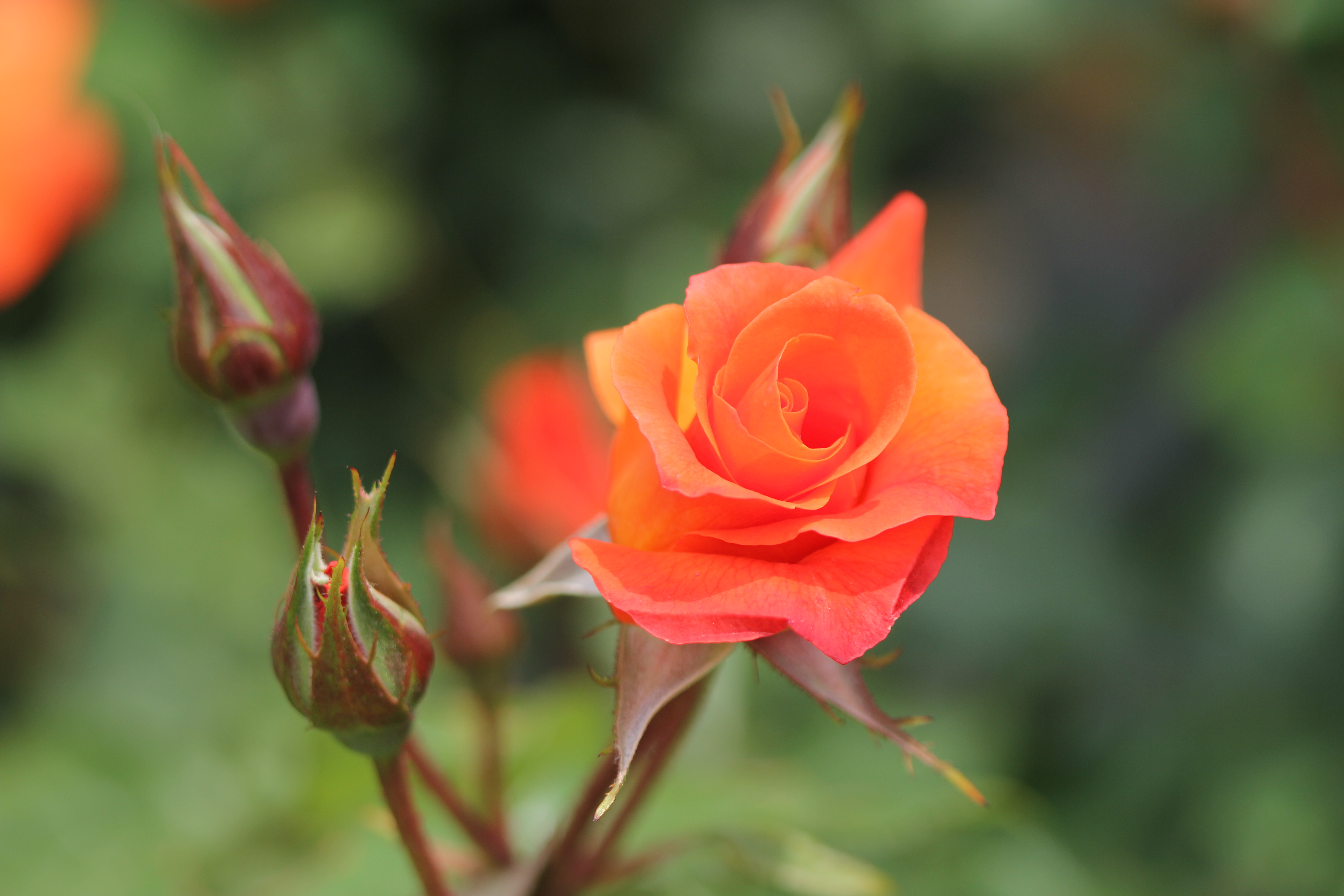
La rosa che Michiko ha coltivato sin dal 1966
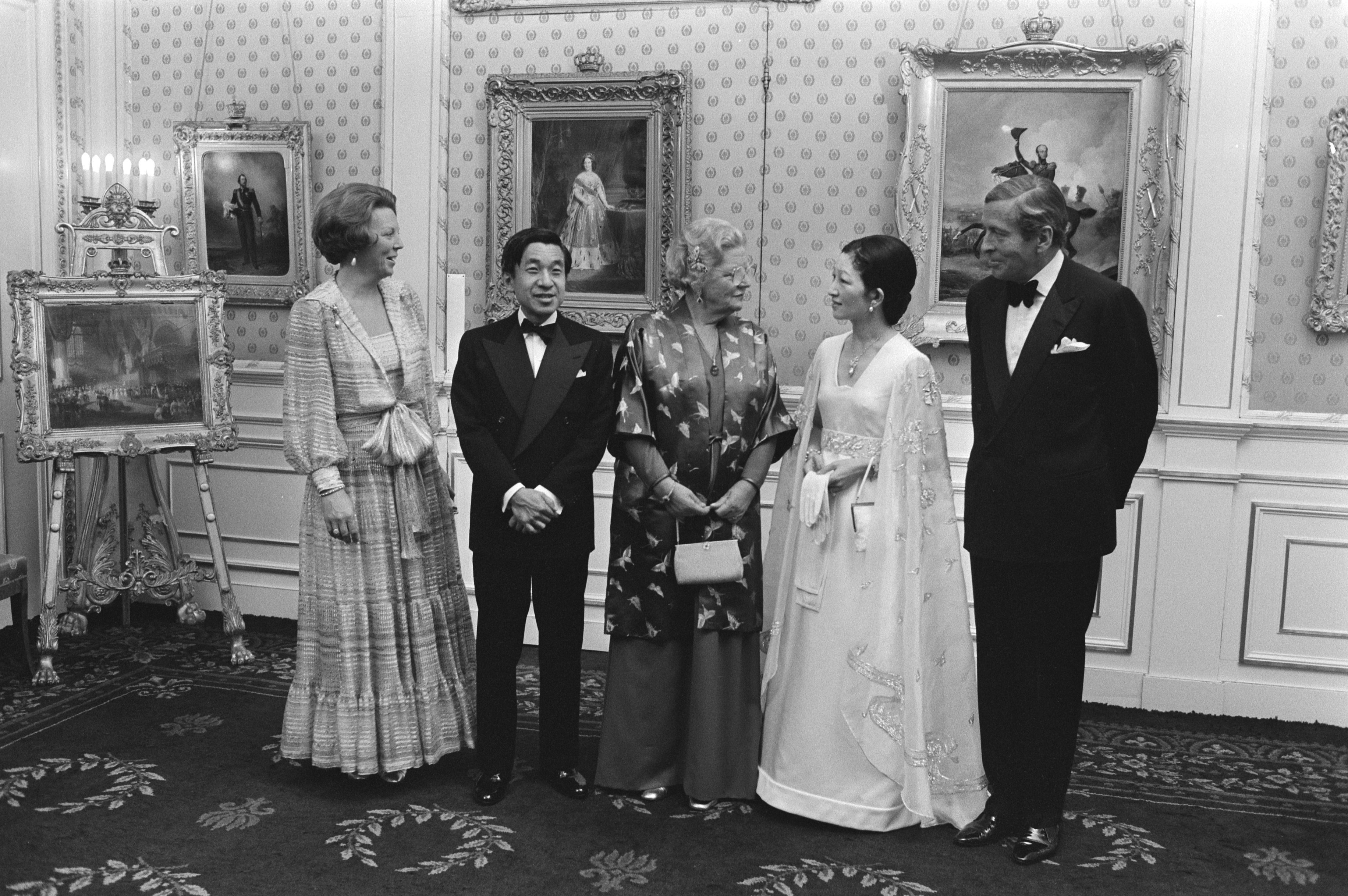
Michiko e Akihito in Olanda con la regina Giuliana dei Paesi Bassi, la principessa Beatrice e il principe Claus il 5 ottobre 1979
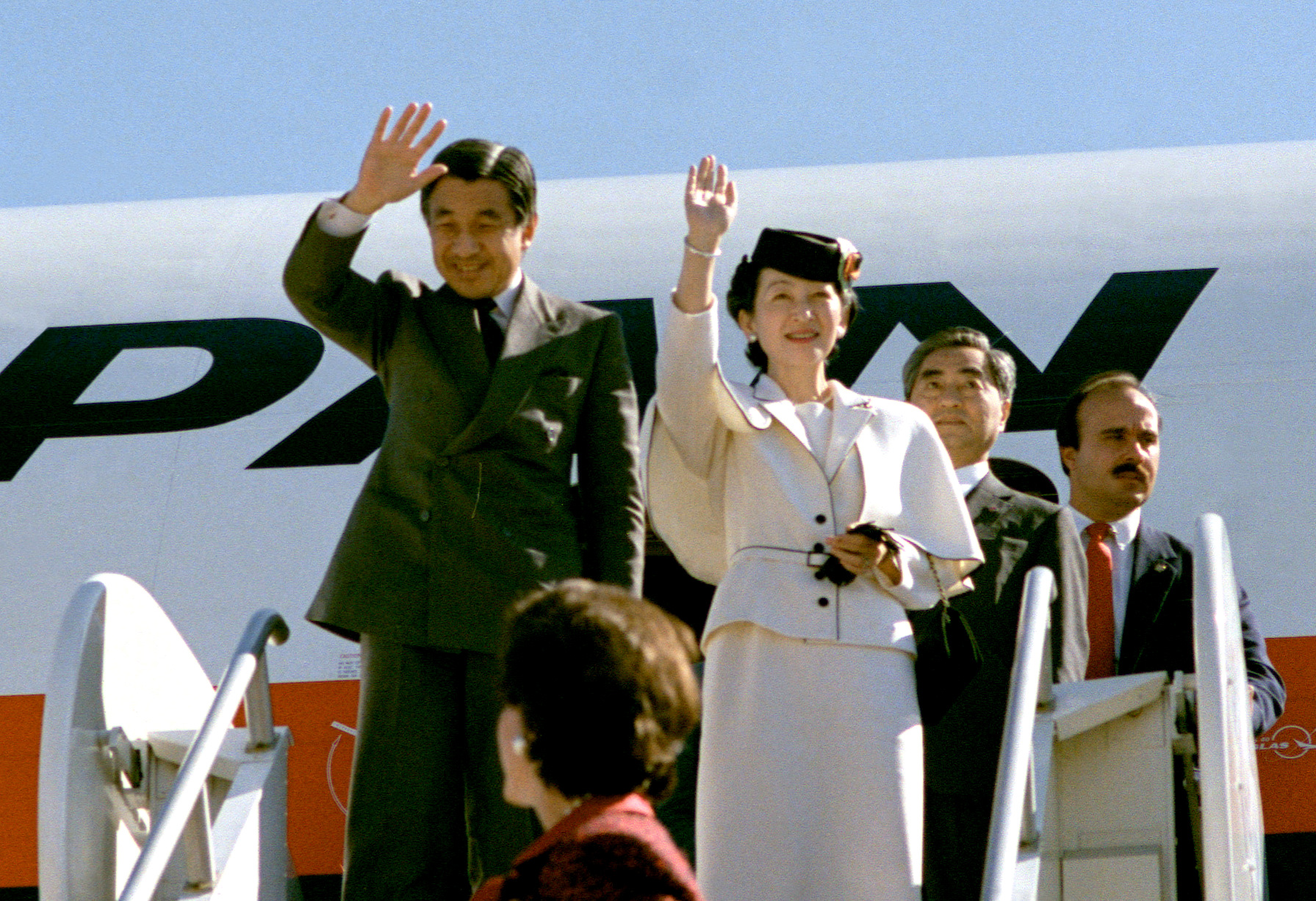
Michiko e Akihito durante la loro visita ufficiale negli USA il 7 ottobre 1987
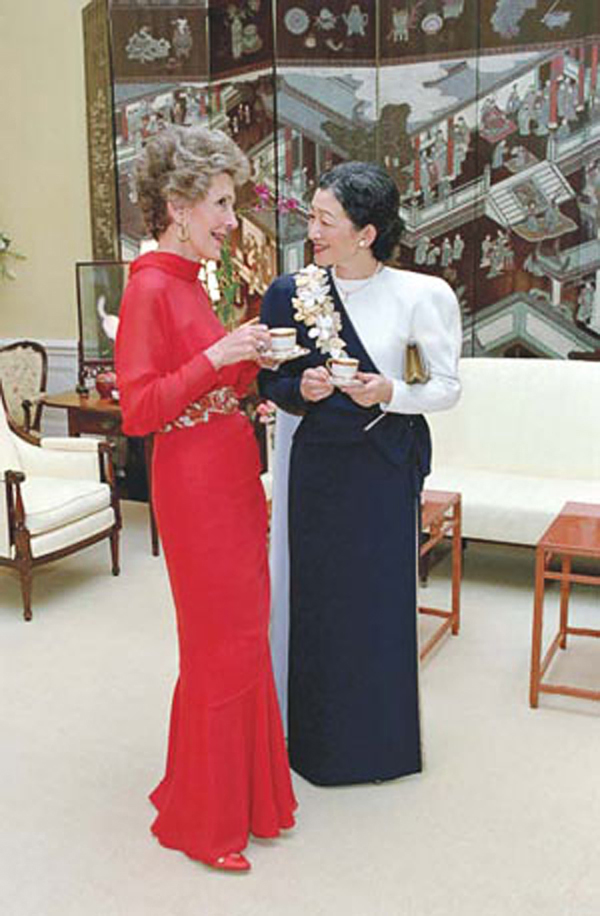
Michiko con la First Lady Nancy Reagan durante la sua visita negli USA nel 1987
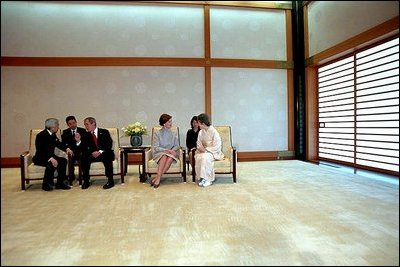
Michiko con Laura Bush durante il suo viaggio in Asia nel 2002
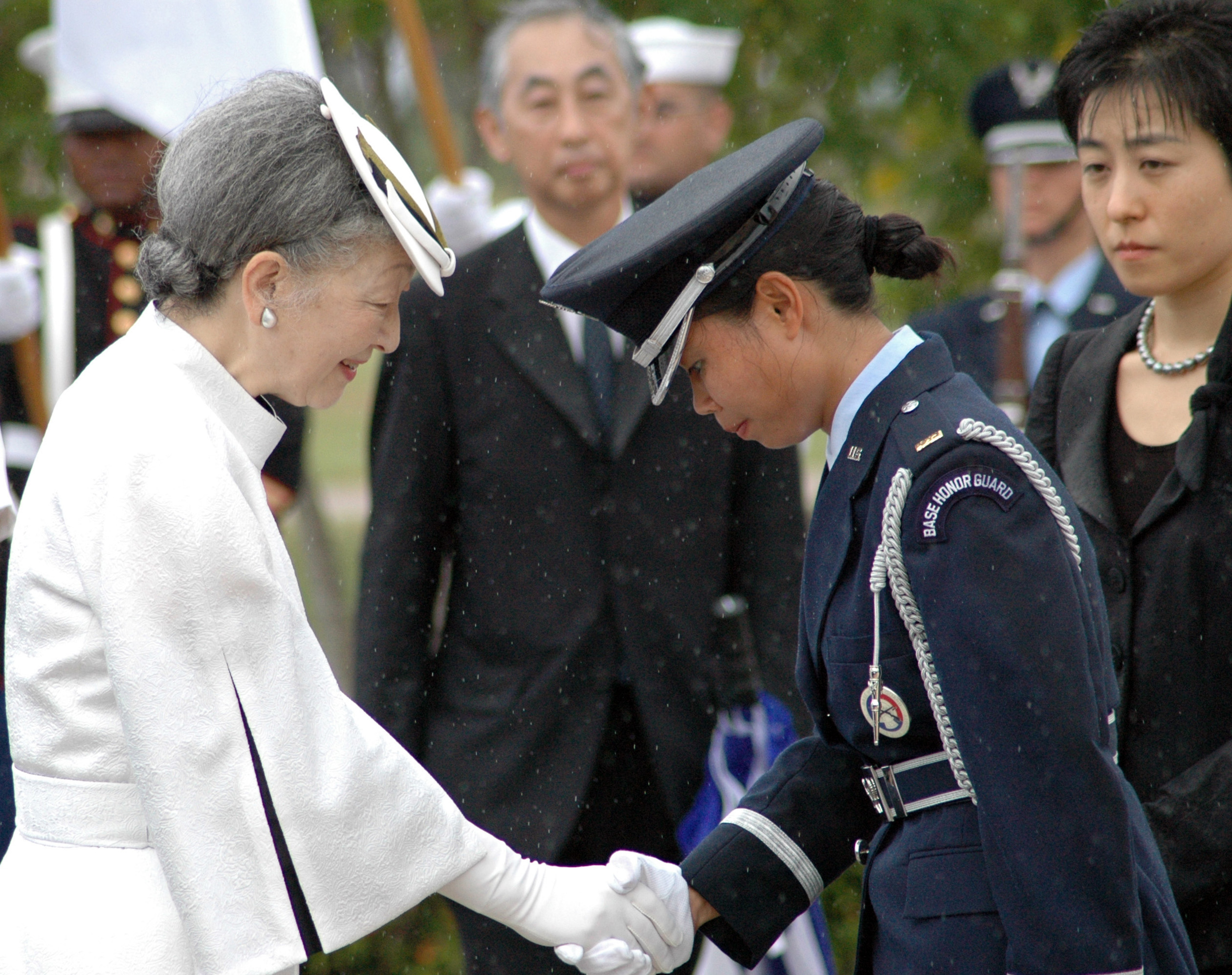
Michiko a Saipan nel 2005
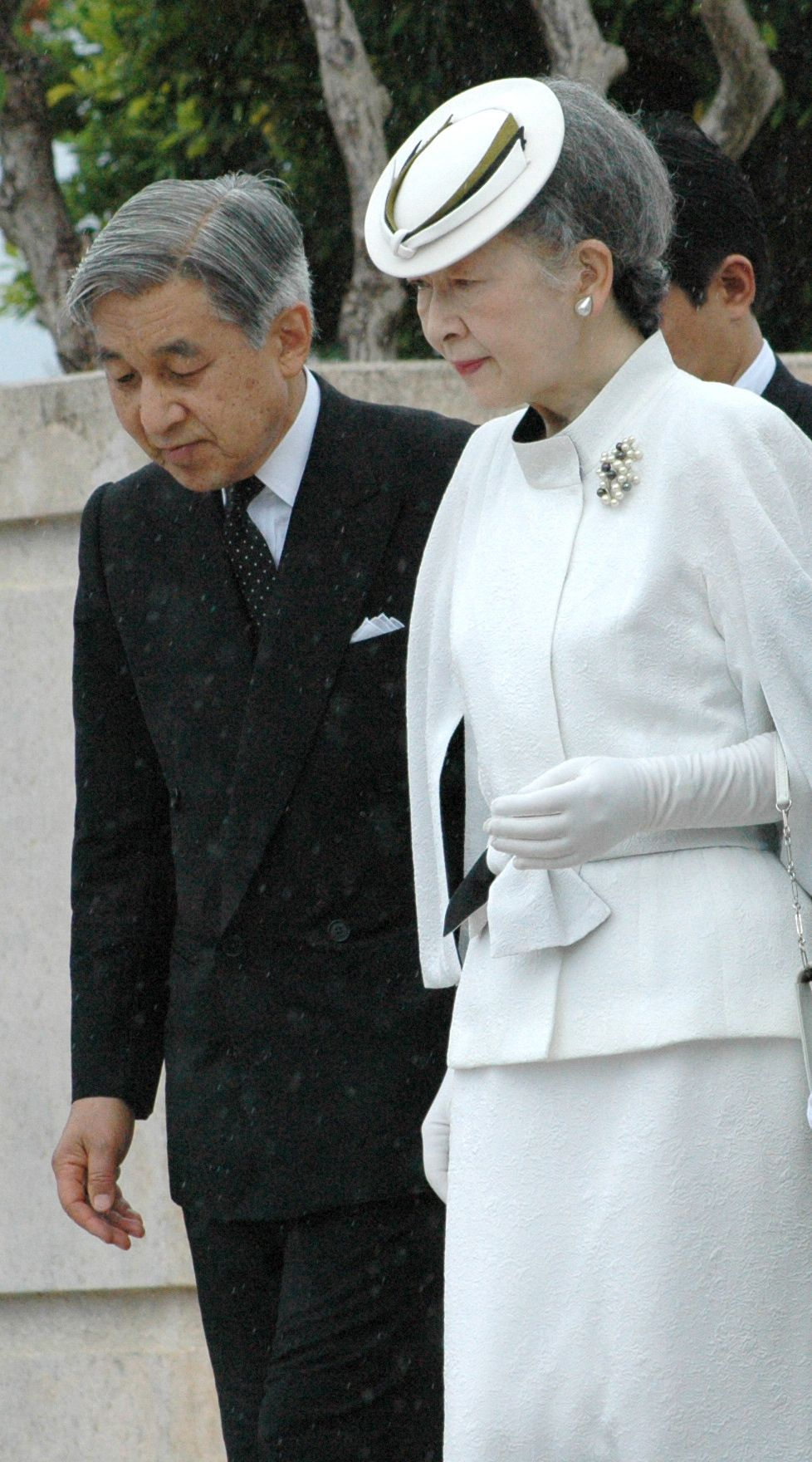
Michiko e Akihito nel 2005
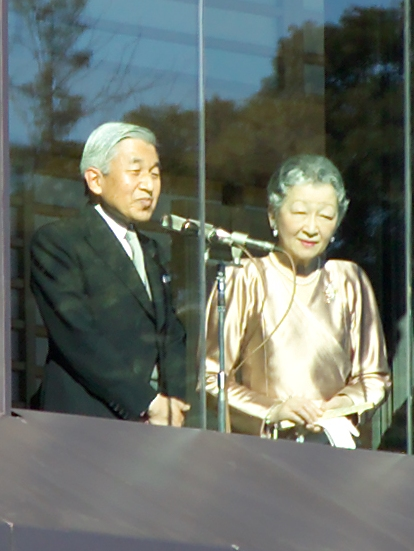
Michiko durante il compleanno del marito al Palazzo Imperiale di Tokyo il 23 dicembre 2005
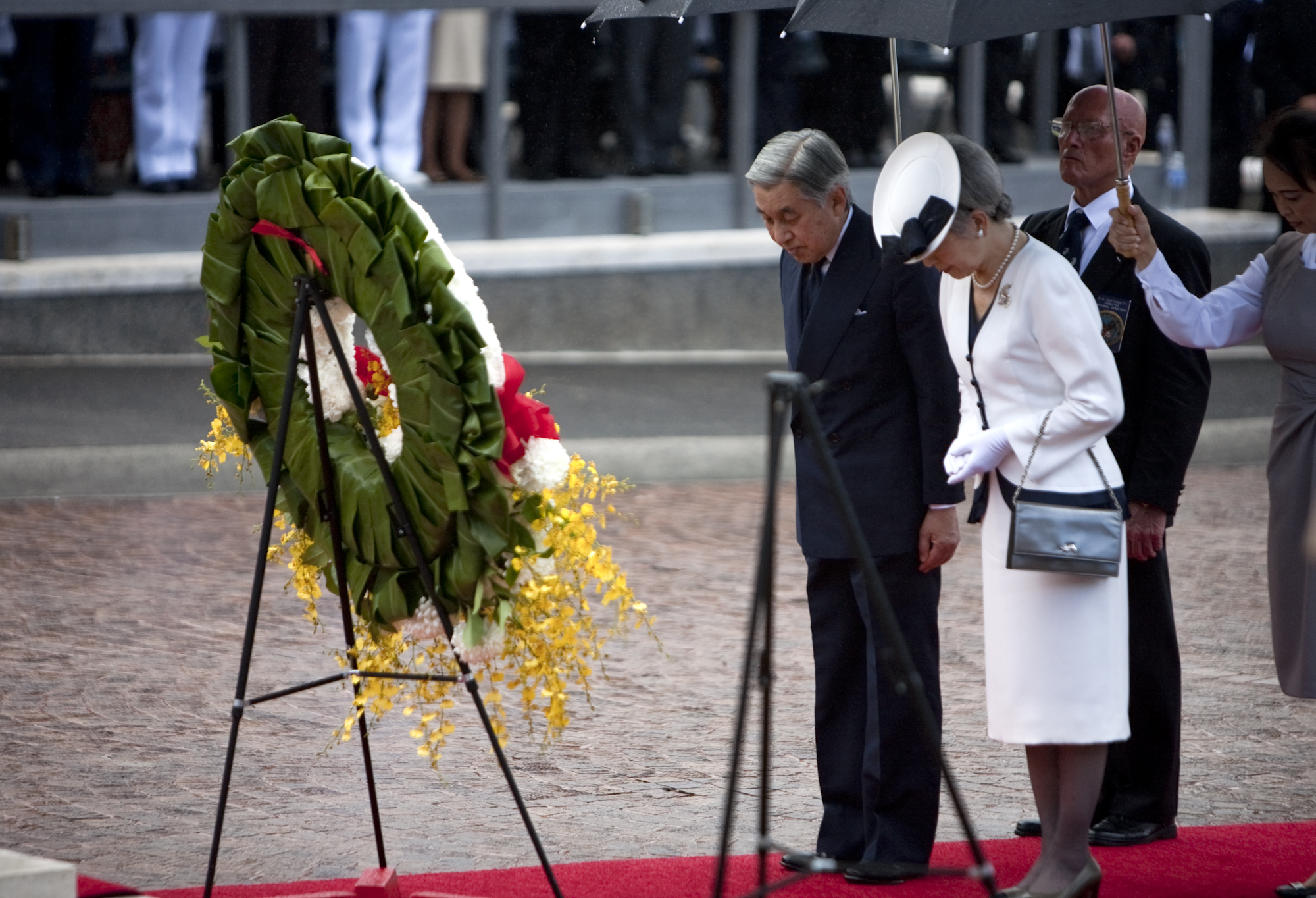
Michiko e Akihito nel 2009
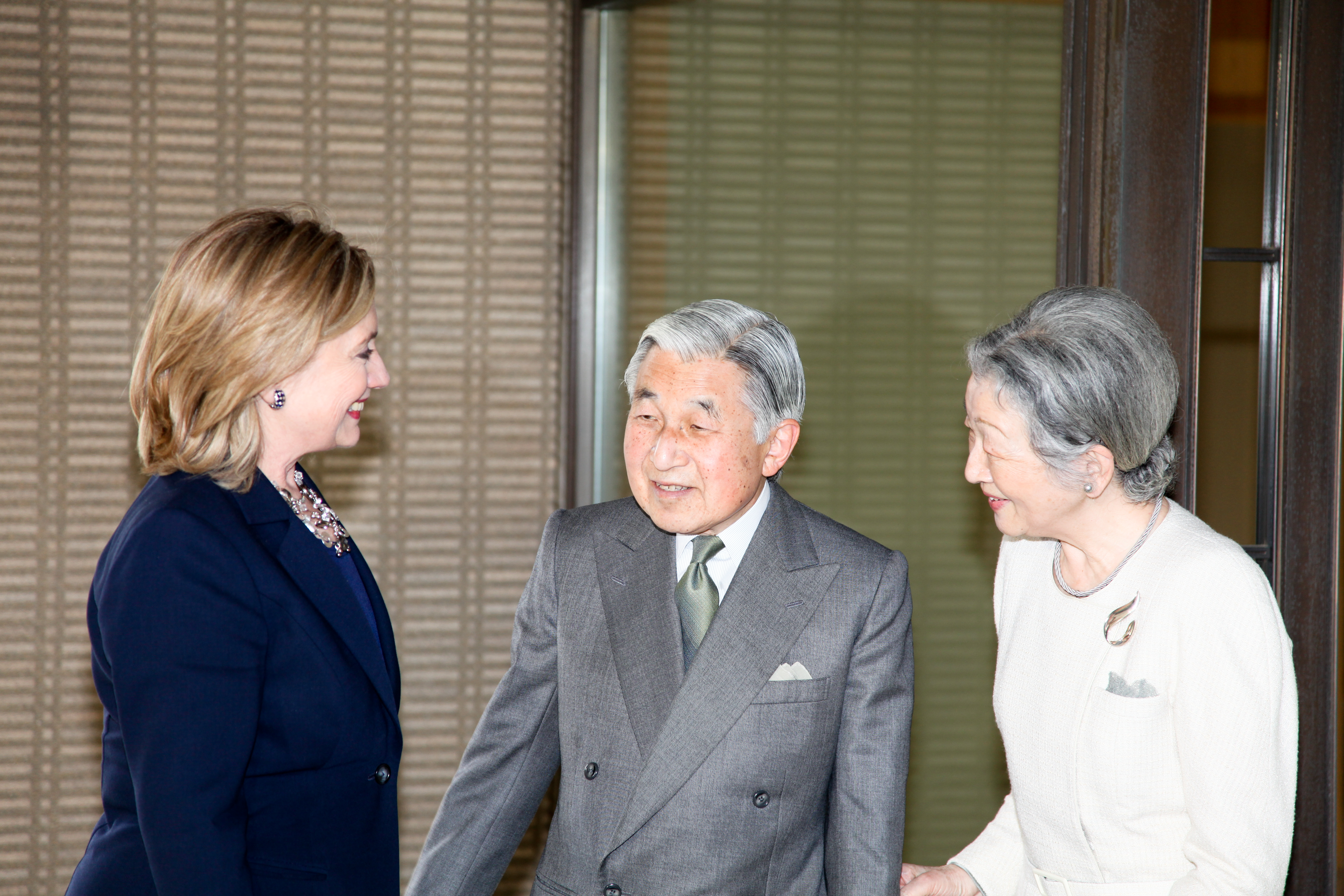
Michiko e Akihito con Hillary Clinton durante la sua visita a Tokyo nel 2011
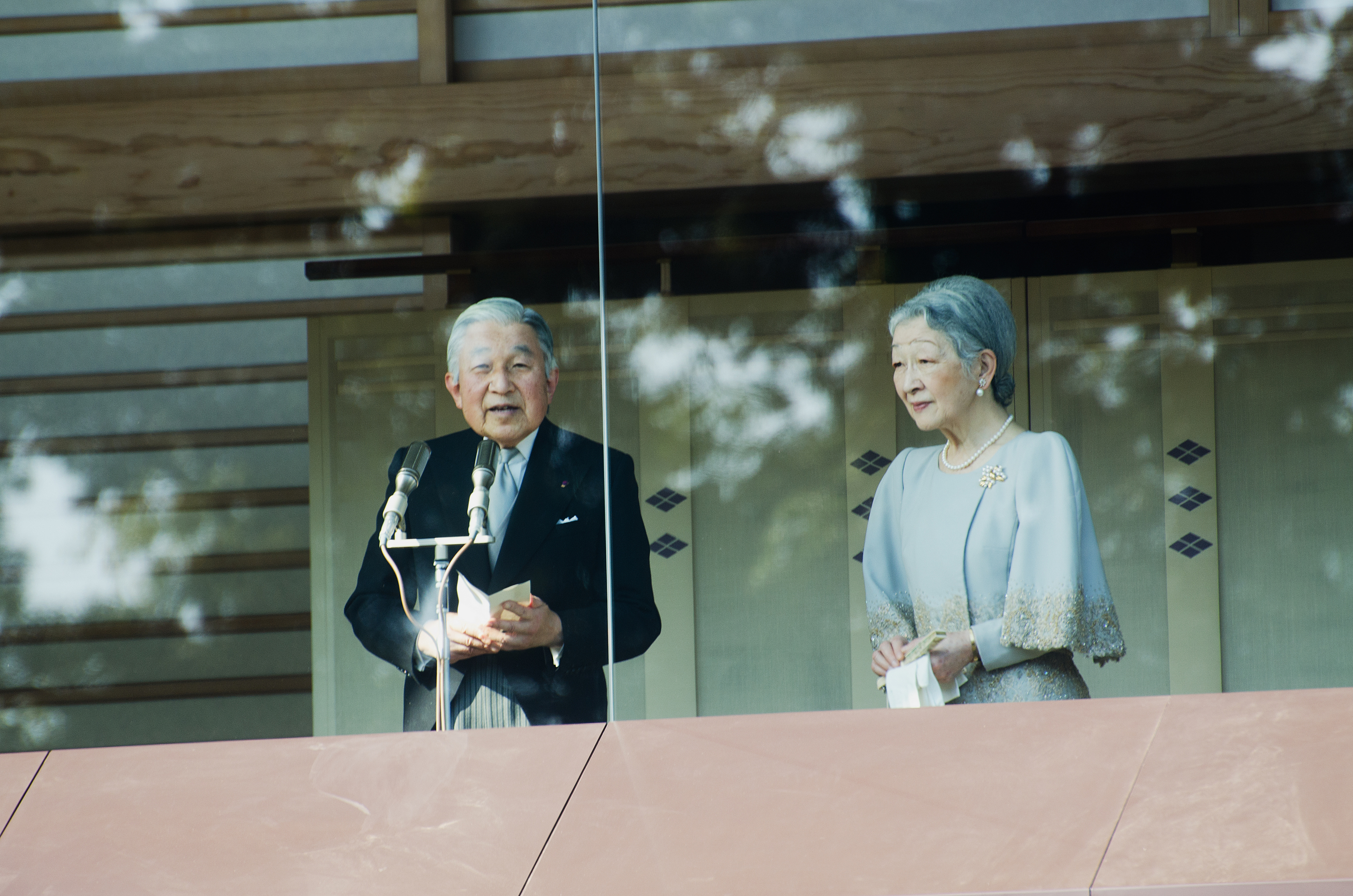
L'imperatore e l'imperatrice nel 2013
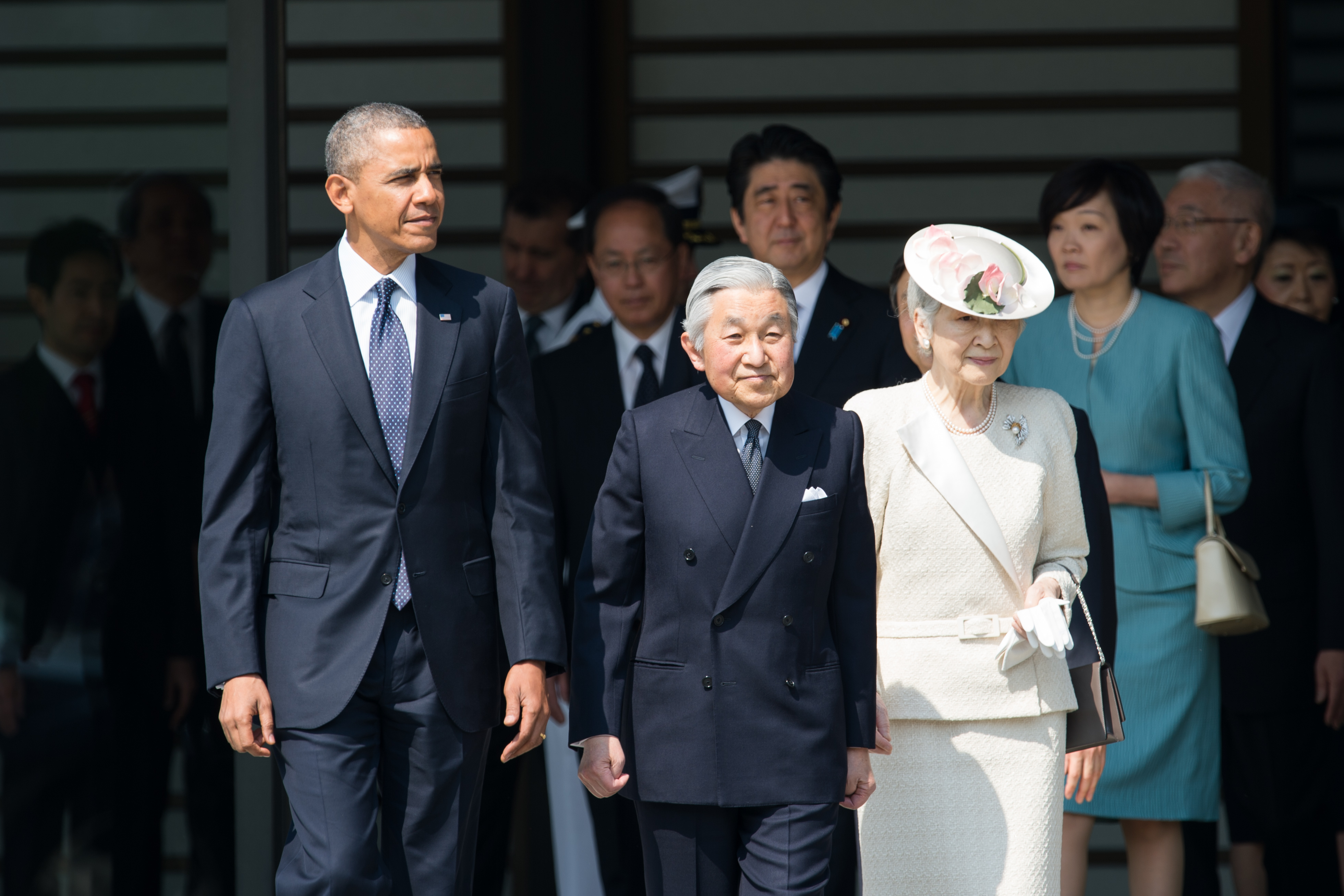
Michiko e Akihito con Barack Obama nel 2014
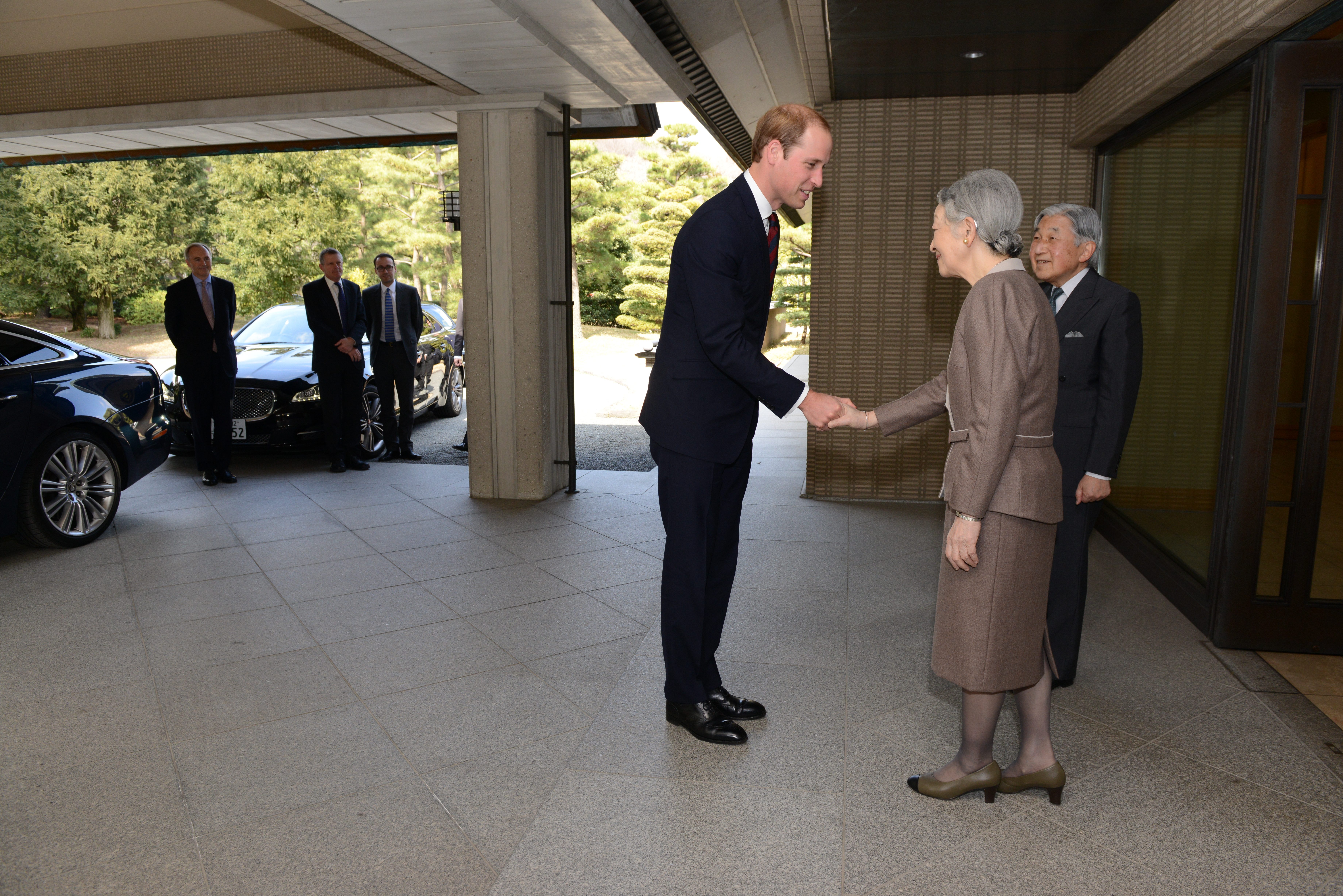
L'imperatore e l'imperatrice con William, Duca di Cambridge nel 2015
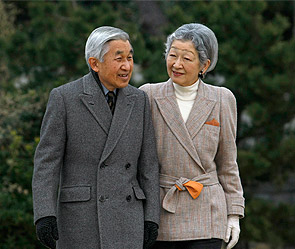
Michiko e Akihito a passeggio
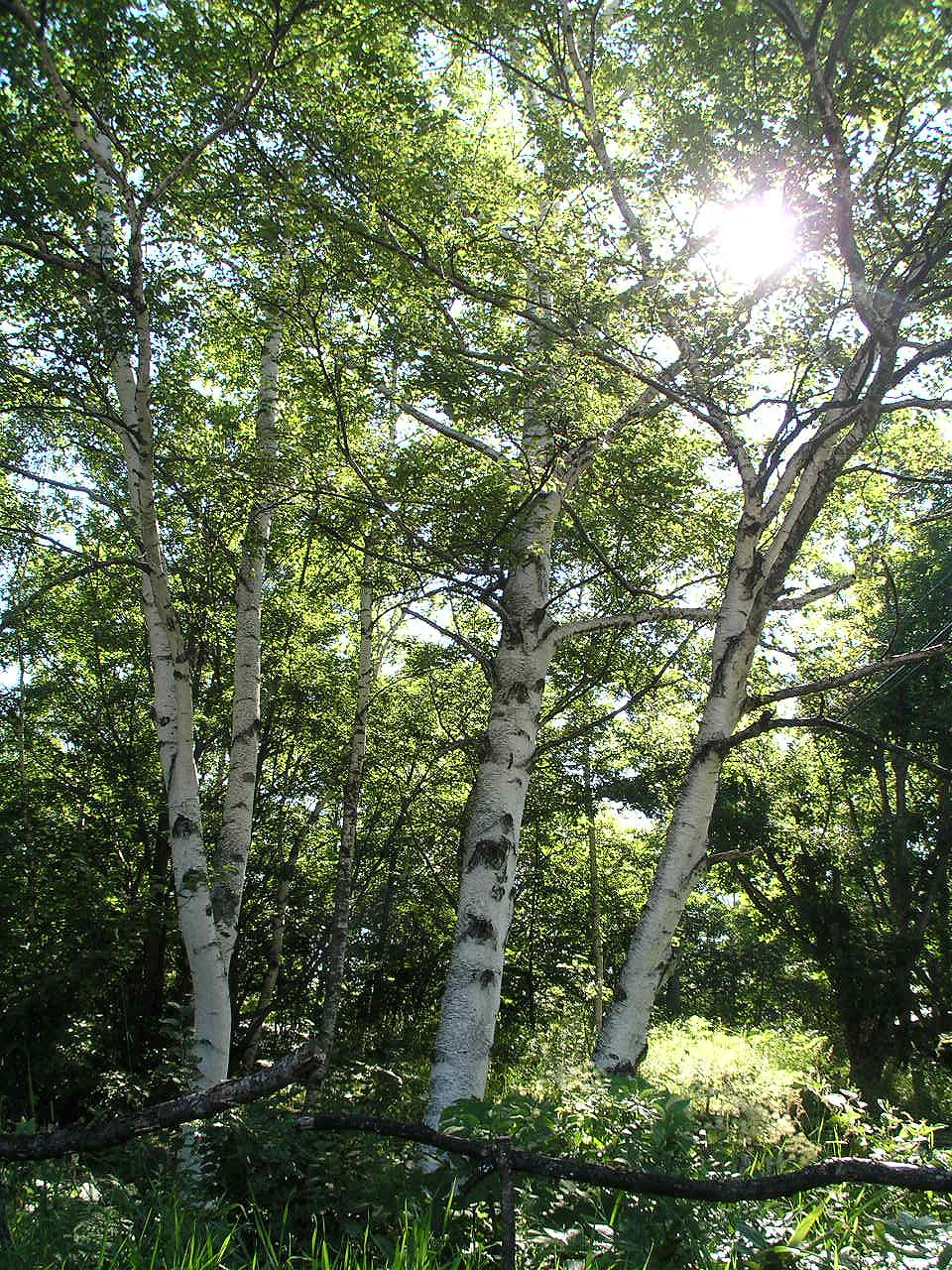
L'Hōshi Ryokan